# Чебнёв, Сергей Владимирович
Сергей Владимирович Чебнёв (6 марта 1979, Набережные Челны — 18 августа 2024, Малая Локня ) — российский военнослужащий, подполковник. Герой Российской Федерации (посмертно, 2024).

## Биография
Родился 6 марта 1979 года в Набережных Челнах. 
Учился в школе № 56, в десятом классе Чебнёв задумывался о военной деятельности, желая стать офицером. В 1996 году получил аттестат о среднем общем образовании. Поступал на общевойсковой факультет Казанского высшего танкового командного училища. В Казанском танковом училище был сразу же назначен командиром отделения. После училища Чебнёв проходил службу в офицерских должностях в Вооружённых силах Российской Федерации. 
Являлся военнослужащим, участвующим в отражении вторжения Украины в Россию. На военную службу ушёл добровольцем. 
Командовал батальоном 9-го мотострелкового полка. Принимал участие в оккупации Украины (ДНР и ЛНР), ведя боевые действия в том числе и в Харьковской области. 
Помимо ордена Мужества, медалей «За отвагу» и Суворова, в 2024 году получил звание Героя Российской Федерации (посмертно) за бои в Курской области в августе 2024 года. 
Погиб 18 августа 2024 года во время обороны села Малая Локня Суджанского района Курской области.

## Звания и награды
- Герой Российской Федерации (посмертно, 2024)[2][6].
- Орден Мужества[2].
- Медаль «За отвагу»[2].
- Медаль Суворова[2].